# Drypetes
Chi Sang trắng (tên khoa học: Drypetes) là một chi thực vật có hoa trong họ Putranjivaceae.
Cùng với Putranjiva, cũng thuộc họ Putranjivaceae, Drypetes chứa các loài cây duy nhất nằm ngoài bộ Brassicales hiện đã biết là có chứa các loại tinh dầu mù tạt.

## Các loài
Chi Drypetes là chi đa dạng loài nhất trong họ Putranjivaceae, bao gồm 200-210 loài. Dưới đây chỉ liệt kê một số loài.
- Drypetes acuminata
- Drypetes aetoxyloides
- Drypetes aframensis
- Drypetes afzelii
- Drypetes alba
- Drypetes amazonica
- Drypetes ambigua
- Drypetes andamanica
- Drypetes angustifolia
- Drypetes arcuatinervia
- Drypetes arguta
- Drypetes assamica: Sang trắng Assam
- Drypetes aubrevillei
- Drypetes australis
- Drypetes aylmeri
- Drypetes bakembei
- Drypetes balakrishnanii
- Drypetes bathiei
- Drypetes bawanii
- Drypetes bhattacharyae
- Drypetes bipindensis
- Drypetes bisacuta
- Drypetes brownii
- Drypetes caesia
- Drypetes calvescens
- Drypetes calyptosepala
- Drypetes cambodica: Sang trắng Cam Bốt
- Drypetes capillipes
- Drypetes capuronii
- Drypetes carolinensis
- Drypetes castilloi
- Drypetes caustica
- Drypetes celastrinea
- Drypetes celebica
- Drypetes chevalieri
- Drypetes cinnabarina
- Drypetes cockburnii
- Drypetes comorensis
- Drypetes confertiflora
- Drypetes congestiflora
- Drypetes convoluta
- Drypetes crassipes
- Drypetes cumingii
- Drypetes curtisii
- Drypetes darcyana
- Drypetes darimontiana
- Drypetes dasycarpa
- Drypetes dasyneura
- Drypetes deplanchei
- Drypetes detersibilis
- Drypetes dewildei
- Drypetes dinklagei
- Drypetes diopa
- Drypetes diversifolia
- Drypetes dolichocarpa
- Drypetes dussii
- Drypetes eglandulosa
- Drypetes ellipsoidea
- †Drypetes elliptica: Tuyệt chủng?
- Drypetes ellisii
- Drypetes eriocarpa
- Drypetes euryodes
- Drypetes falcata
- Drypetes fallax
- Drypetes fanshawei
- Drypetes fernandopoana
- Drypetes floribunda
- Drypetes forbesii
- Drypetes fusiformis
- Drypetes gabonensis
- Drypetes gardneri
- Drypetes gentryi
- Drypetes gerrardii
- Drypetes gerrardinoides
- Drypetes gilgiana
- Drypetes gitingensis
- Drypetes glaberrima
- Drypetes glabra
- Drypetes glabridiscus
- Drypetes glauca
- Drypetes globosa
- Drypetes gossweileri
- Drypetes gracilis
- Drypetes grandifolia
- Drypetes guatemalensis
- Drypetes hainanensis
- Drypetes harmandii
- Drypetes helferi
- Drypetes henriquesii
- Drypetes heptandra
- Drypetes hoaensis: Sang trắng Biên Hòa, táo vòng Biên Hòa
- Drypetes iliae
- Drypetes ilicifolia
- Drypetes impressinervis
- Drypetes inaequalis
- Drypetes indica
- Drypetes integerrima
- Drypetes integrifolia
- Drypetes iodoformis
- Drypetes ituriensis
- Drypetes ivorensis
- Drypetes jaintensis
- Drypetes kikir
- Drypetes klainei
- Drypetes kwangtungensis
- Drypetes laciniata
- Drypetes laevis
- Drypetes lasiogynoides
- Drypetes lateriflora
- Drypetes leiocarpa
- Drypetes leonensis
- Drypetes littoralis
- Drypetes longifolia
- Drypetes longistipitata
- Drypetes macrostigma
- Drypetes madagascariensis
- Drypetes magnistipula
- Drypetes malabarica
- Drypetes maquilingensis
- Drypetes microphylla
- Drypetes microphylloides
- Drypetes mildbraedii
- Drypetes minahassae
- Drypetes moliwensis
- Drypetes molunduana
- Drypetes monachinoi
- Drypetes monosperma
- Drypetes mossambicensis
- Drypetes mucronata
- Drypetes nakaiana
- Drypetes natalensis
- Drypetes neglecta
- Drypetes nervosa
- Drypetes nitida
- Drypetes obanensis
- Drypetes oblongifolia
- Drypetes obtusa: Sang trắng tà
- Drypetes occidentalis
- Drypetes ochrodasya
- Drypetes ochrothrix
- Drypetes oppositifolia
- Drypetes ovalis
- Drypetes oxyodonta
- Drypetes pachycarpa
- Drypetes pacifica
- Drypetes parvifolia
- Drypetes paxii
- Drypetes pellegrinii
- Drypetes peltophora
- Drypetes pendula
- Drypetes perakensis
- Drypetes perreticulata: Sang trắng mạng, hèo gân dày, táo vòng, sang trắng lá dài, cây trá.
- Drypetes perrieri
- Drypetes picardae
- Drypetes poilanei: Mang trắng, sang trắng poilane.
- Drypetes polyalthioides
- Drypetes polyantha
- Drypetes polyneura
- Drypetes porteri
- Drypetes preussii
- Drypetes principum
- Drypetes prunifera
- Drypetes reticulata
- Drypetes rhakodiskos
- Drypetes riparia
- Drypetes riseleyi
- Drypetes rotensis
- Drypetes rubriflora
- Drypetes salicifolia: Kẹt hôi.
- Drypetes sclerophylla
- Drypetes sepiaria
- Drypetes sessiliflora
- Drypetes sherffii
- Drypetes sibuyanensis
- Drypetes simalurensis
- Drypetes singroboensis
- Drypetes spinosodentata
- Drypetes standleyi
- Drypetes staudtii
- Drypetes stipulacea
- Drypetes stipularis
- Drypetes stylosa
- Drypetes subcrenata
- Drypetes subcubica
- Drypetes subsessilis
- Drypetes subsymmetrica
- Drypetes sumatrana
- Drypetes talamauensis
- Drypetes taylorii
- Drypetes tessmanniana
- Drypetes thorelii: Sang trắng Thorel
- Drypetes thouarsiana
- Drypetes thouarsii
- †Drypetes tomentella: Tuyệt chủng
- Drypetes ugandensis
- Drypetes usambarica
- Drypetes variabilis
- Drypetes venusta
- Drypetes vernicosa
- Drypetes verrucosa
- Drypetes vilhenae
- Drypetes viridis
- Drypetes vitiensis
- Drypetes wightii
- Drypetes xanthophylloides
- Drypetes yapensis

## Hình ảnh

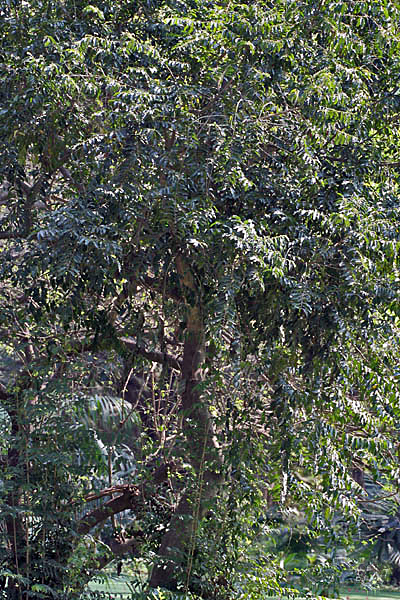